# تاکسدورف
تاکسدورف (به آلمانی: Tackesdorf) یک شهر در آلمان است که در Mittelholstein واقع شده‌است. تاکسدورف ۸۴ نفر جمعیت دارد.